# Liptena similis
Liptena similis är en fjärilsart som beskrevs av Kirby 1890. Liptena similis ingår i släktet Liptena och familjen juvelvingar. Inga underarter finns listade i Catalogue of Life.